# Halomeniinae
De Halomeniinae is een onderfamilie van weekdieren uit de orde Cavibelonia.

## Geslachten
- Halomenia Heath, 1911